# Jane Harper
Jane Harper (Manchester, 1980) is een Australische auteur van misdaadromans.

## Levensloop
Toen Harper acht jaar was, verhuisde het gezin waarin ze opgroeide van England naar Australië, waar ze zes jaar zouden verblijven en gedurende welke tijd Harper de Australische nationaliteit verwierf. In haar tienerjaren keerde het gezin terug naar het Verenigd Koninkrijk. Ze woonden in Hampshire. Ze studeerde Engels aan de Universiteit van Kent. Harper studeerde naast Engels ook journalistiek en begon haar carrière als stagiair bij de Darlington & Stockton Times. Daarna werkte ze voor de Hull Daily Mail.
In 2008 ging Harper terug naar Australië, waar ze werkte voor de Geelong Advertiser in Victoria. In 2011 werd ze journalist voor de Herald Sun in Melbourne.

### Schrijverschap
Harper heeft vijf misdaadromans geschreven: The Dry (De droogte), Force of Nature (Wildernis), The Lost Man (Verlaten), The Survivors (De overlevenden) en Exiles (Verstoten).
The Dry, uit 2016, draait rond politieagent Aaron Falk, die in zijn geboorteplaats de plotselinge dood van zijn beste jeugdvriend probeert te ontrafelen. Aaron Falk speelt ook de hoofdrol in haar tweede boek Force of Nature uit 2017, over de vermissing van een vrouw die als zijn informant fungeerde, en in Exiles uit 2022, eveneens over de verdwijning van een vrouw.
Harper heeft voor haar boeken verschillende prijzen in ontvangst mogen nemen.
De filmrechten van The Dry werden gekocht door Reese Witherspoon.